# Die Jangada

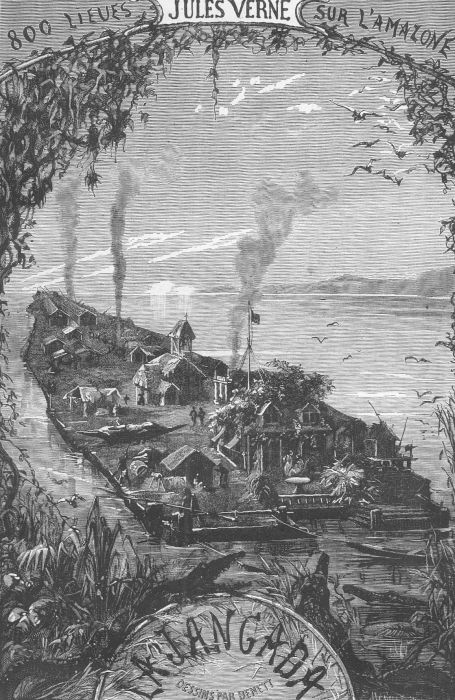
Titelblatt der französischen Originalausgabe

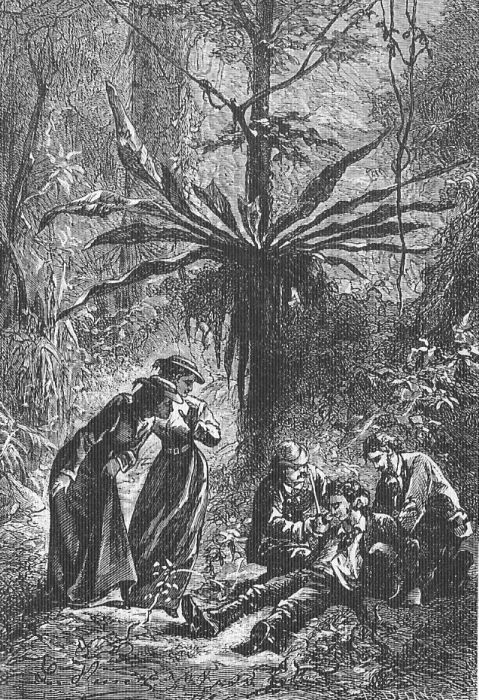
Manoel, Benito, Minha und Lina retten Fragoso

Die Jangada (auch 800 Meilen auf dem Amazonas oder Achthundert Meilen auf dem Amazonenstrom) ist ein Roman des französischen Autors Jules Verne. Der Roman wurde erstmals 1881 von dem Verleger Pierre-Jules Hetzel in zwei Bänden unter dem französischen Titel La Jangada veröffentlicht. Band I erschien am 22. Juli 1881 und Band II am 10. November 1881. Die erste deutschsprachige Ausgabe erschien 1882 unter dem Titel Die Jangada. Der englische Titel des Romans lautet Eight Hundred Leagues on the Amazon. Das Buch wurde in den 1990er-Jahren verfilmt.

## Handlung
Erster Band: Der Waldkapitän Torres, ein Sklavenjäger, ist im Besitz eines geheimnisvollen, verschlüsselten Briefes. Ein Guariba stiehlt ihm im Schlaf das Etui aus Metall, in dem sich der Brief befindet. Torres verfolgt den Affen. Der Affe wird von Manoel Valdez erschossen, der mit seinem Freund Benito Garral im Wald unterwegs ist. Torres gelangt wieder in den Besitz des Etuis und erfährt, dass Benitos Vater Joam Garral nach Brasilien reisen will.
Joam Garral ist der Eigentümer einer Hazienda und einer Plantage in der Nähe, die jenseits der brasilianischen Grenze in Peru am linken Ufer des Amazonas liegen. Die Hazienda liegt wenige Kilometer flussabwärts des Dorfes Iquitos. Joam Garral wurde vor 23 Jahren als junger Mann halbverhungert im Urwald aufgefunden und von dem Portugiesen Magalhaes, dem Begründer der Hazienda, gesundgepflegt und in die Familie aufgenommen. Joam Garral heiratete Magalhaes Tochter Yaquita und übernahm erfolgreich die Leitung der Hazienda, reiste jedoch niemals nach Brasilien. Ihre Tochter Minha will den Regimentsarzt Manoel Valdez, einen Freund ihres Bruders Benito, heiraten. Die Hochzeit soll nach der Idee von Yaquita bei den Schwiegereltern, die in Belém leben, gefeiert werden. Für die Reise lässt Joam Garral ein riesiges Floß, die Jangada, bauen, auf dem ein komplettes Dorf einschließlich Kirche Platz findet. Vor der Abfahrt machen Manoel, Benito, Minha und deren Zofe Lina einen Ausflug. Dabei retten sie dem halbverhungerten Friseur Fragoso das Leben, der sich mit einer Liane erhängen wollte. Dieser verliebt sich in Lina.
Mit an Bord der Jangada geht, außer den Dienern und Tieren der Familie sowie dem Priester, der die Trauung vornehmen soll, auch Fragoso, der sich bei verschiedenen Zwischenstopps der Haare der einheimischen Bevölkerung annimmt. Außerdem lernt Fragoso den Sklavenjäger Torres als seinen Kunden kennen, der sich der Reisegesellschaft anschließt. Als Kaimane das Floß angreifen, rettet Torres Joam Garral das Leben und Fragoso rettet Minha. Fragoso gibt kurz nach dem Angriff der Kaimane seine Verlobung mit Lina bekannt. Torres versucht Joam Garral zu erpressen. Joam Garral heißt in Wirklichkeit Joam Dacosta und musste vor langer Zeit aus Brasilien fliehen, weil er wegen des Raubes von Diamanten zum Tode verurteilt wurde. Torres besitzt den Beweis für Joam Garrals Unschuld. Es handelt sich um das verschlüsselte schriftliche Geständnis des wahren Räubers, der sich Torres auf dem Totenbett anvertraut hat. Torres verlangt von Joam Garral, dessen Tochter Minha zu heiraten. Als Joam Garral nicht auf die Erpressung eingeht, verlässt Torres die Reisegesellschaft. Joam Garral will aufgrund der Ereignisse die Hochzeit von Minha mit Manoel vorziehen.
Als die Jangada die nächste Stadt, Manaus, erreicht, wird Joam Garral auf der Jangada verhaftet. Torres hat ihn denunziert. Garral stand zuvor mit dem Gerichtspräsidenten von Manaus, dem Richter Ribeiro, im Briefkontakt, dem er sich stellen wollte. Ribeiro wusste von Garrals Bemühungen seine Unschuld zu beweisen, ist aber am Vorabend überraschend an einem Schlaganfall gestorben. Sein Stellvertreter Vicente Jarriquez hat den Haftbefehl ausgestellt.
Zweiter Band: Jarriquez verhört Garral in Manaus, ist jedoch zunächst von dessen Schuld überzeugt. Er schickt einen Bericht an den Justizminister in Rio de Janeiro und erwartet von dort eine Bestätigung des 23 Jahre alten Todesurteils.
Benito, Fragoso und Manoel stellen Torres auf einer Klippe außerhalb der Stadt in der Nähe der Mündung des Rio Negro. Im Zweikampf tötet Benito Torres, der sterbend in den Fluss stürzt. Joam Garral ist entsetzt, als er vom Tod Torres erfährt. Dieser hatte mit dem verschlüsselten Brief im Etui den einzigen Beweis für Garrals Unschuld in seinem Besitz. Tagelang wird die Leiche Torres’ im Amazonas gesucht. Mit einem Taucheranzug taucht Benito im Fluss, um die Leiche von Torres zu finden. Schließlich findet er unter Wasser den Toten. Die Leiche wird von den Erschütterungen des Salutschusses eines Schiffes aufgeschwemmt. Benito kämpft mit einem Zitteraal, kann aber von seinen Freunden geborgen werden, die auch die Leiche von Torres aus dem Wasser fischen. In den Kleidern des Toten finden sie das Metalletui mit dem verschlüsselten Brief.
Sie suchen mit dem Brief den Richter Jarriquez auf, der versucht das Dokument zu entschlüsseln. Er erkennt das Prinzip der Verschlüsselung, kann aber die für die Verschlüsselung verwendete Zahl nicht herausfinden. Fragoso hat einen Plan. Er will noch vorhandene Mitglieder der Miliz, zu der Torres gehörte, finden. Von diesen erhofft er sich Auskunft über den Verfasser des Dokumentes und den Schlüssel. Benito und Manoel versuchen Joam Garral aus dem Gefängnis zu befreien. Dieser weigert sich mit ihnen zu gehen. Währenddessen trifft der Polizeivorsteher mit der Bestätigung des Todesurteiles aus Rio de Janeiro ein. Fragoso hat inzwischen von dem Anführer der Waldkapitäne erfahren, dass Torres einen Kameraden namens Ortega hatte, mit dem er näher bekannt war. Mit letzter Kraft reist Fragoso nach Manaus zurück und kann Jarriquez den Namen Ortegas nennen. Dieser kann anhand des Namens den Verfasser und damit auch den Schlüssel des Dokumentes ermitteln und schließlich das komplette Dokument entschlüsseln. Ortega war der Begleitbeamte des Diamantentransportes, der vor 23 Jahren überfallen wurde. Er verriet den Transport an Diamantenschieber. Bei dem Überfall wurde sein Tod simuliert. Ortega wurde jedoch von den Diamantenschiebern um seinen Anteil betrogen und trat der Miliz der Waldkapitäne bei. Dort lernte er Torres kennen. Ortega wollte ursprünglich Joam Garral den wahren Hintergrund seiner Tat gestehen und schrieb den verschlüsselten Brief. Er starb jedoch an den Folgen einer Schlägerei, bevor er den Brief an Garral weitergeben konnte. Vor seinem Tod verriet er Torres den Schlüssel, der den Brief zu seinem eigenen persönlichen Vorteil einsetzen wollte.
Durch die Offenbarung dieser Geschichte ist Joam Garral alias Joam Dacosta rehabilitiert und die Reise mit der Jangada kann wie ursprünglich geplant zu der Hochzeit nach Belém weitergehen.

## Hintergrund
Das Handlungselement der Geheimschrift kommt auch in anderen Werken Jules Vernes, zum Beispiel Reise zum Mittelpunkt der Erde oder Mathias Sandorf vor. Kurioserweise ist das Dokument, das Joam Garrals Unschuld beweisen soll, auf Französisch abgefasst, obwohl der Täter kein Franzose ist und diese Sprache wohl auch nicht beherrscht.

## Verfilmung
- Der Roman wurde 1993 in den USA unter dem Titel Eight Hundred Leagues Down the Amazon von dem Regisseur Luis Llosa verfilmt.  Das Drehbuch war von Jackson Barr und Laura Schiff. Darsteller waren Daphne Zuniga als Minha, Tom Verica als Manoel (im Buch Manuel Valdez), Barry Bostwick als Joam Garral (Dacosta), Adam Baldwin als Roja (im Buch Torres), E.E. Bell als Fragoso und andere Schauspieler.